# Вебер, Генрих Фридрих
Ге́нрих Фри́дрих Ве́бер (нем. Heinrich Friedrich Weber; 7 ноября 1843 — 24 мая 1912) — немецкий физик, родившийся в городе Магдала, недалеко от Веймара. В 1861 он поступил в Йенский университет, где Эрнст Аббе стал первым из двух физиков, оказавших определённое влияние на его карьеру (Weiss 1912, pp. 44-45). Вскоре, однако, Вебер обнаружил в себе недостаточную математическую одарённость и навсегда перестал заниматься математикой (Weiss 1912, p. 44).

## Эйнштейн и Вебер
В годы учёбы Альберта Эйнштейна в цюрихском Политехникуме Генрих Вебер преподавал ему физику и электротехнику. Эйнштейну «не очень понравилось введение в теоретическую физику, он был разочарован тем, что не узнал ничего нового о теории Максвелла…». Вебер просто игнорировал всё то новое, что появилось после Гельмгольца.
В то время Эйнштейн был увлечён экспериментальной практикой и при этом, работая в лаборатории Иогана Пернета (нем. Johannes Pernet) (преподававшего ему физическую практику), не следовал инструкциям, выполняя опыты по-своему и, кроме того, предлагая новые. Однако Вебер, будучи его руководителем, не поддерживал начинаний, не разрешив, например, провести эксперимент по обнаружению движения Земли относительно эфира. Отношения между ними были напряжёнными. Эйнштейн однажды в нарушение кодекса даже назвал Вебера «господином Вебером», а не «господином профессором». Последний же как-то сказал ему: «Вы способный молодой человек, Эйнштейн, очень способный, но у Вас есть один крупный недостаток — Вам ничего нельзя сказать». Его тяга к эксперименту остыла, он стал пропускать лабораторные занятия, за что в журнал физико-математического факультета техникума ему было занесено предупреждение.
Получив диплом в августе 1900 года, Эйнштейн неожиданно для себя самого оказался без работы, хотя трое выпустившихся одновременно с ним других выпускников сразу же заняли должности ассистентов — несмотря на посулы, Вебер не предпринял никаких мер. В письме Гроссману в апреле 1901 года Эйнштейн писал: «Я пробыл три недели у родителей [в Милане], занимаясь поисками места ассистента в каком-нибудь университете. Я давно нашёл бы работу, если бы не Вебер, который вёл со мной нечестную игру».
Эйнштейн так и не простил этого и после его смерти в 1912 году написал в совершенно не свойственной ему манере: «Смерть Вебера пойдёт политехникуму на пользу».